# نیو ویرجینیا (آیووا)
نیو ویرجینیا (به انگلیسی: New Virginia) شهری در ایالت آیووا کشور ایالات متحده آمریکا است که جمعیت آن در سرشماری سال ۲۰۱۰ میلادی، ۴۸۹ نفر بوده‌است.